# Huttonia palpimanoides
Huttonia palpimanoides ist eine Art der Echten Webspinnen und kommt endemisch in Neuseeland vor. Sie ist die einzige Art der Gattung Huttonia innerhalb der monogenerische Familie Huttoniidae. (Stand: Juni 2016)

## Beschreibung
Huttonia palpimanoides ist vier bis fünf Millimeter lang. Der Carapax des Prosomas ist abgerundet ohne abgesetzte Kopfregion, das Opisthosoma oval und deutlich länger als breit. Am Prosoma sitzen acht Augen in zwei Reihen, wobei die vorderen deutlich kleiner sind als die hinteren. Die Cheliceren sind kurz, aber kräftig gebaut mit kegelförmigen Fortsätzen in Opposition zur kurzen Klaue, aber ohne echte Zähne. Die Öffnung der Giftdrüse im Klauenglied der Chelicere sitzt auf einen kurzen, lappenförmigen Anhang in der Nähe von dessen Spitze, die Drüse selbst liegt im Prosoma. Die Endite (Kauladen des Basalglieds der Pedipalpen) treffen sich in der Mitte vor der Spitze des dreieckigen Labiums. Das Sternum ist schildförmig und wenig länger als breit, die Hüften (Coxen) des vierten Beinpaars sind breit getrennt. Am Hinterleib sitzen gefiederte Haare, am Ende trägt er sechs funktionstüchtige Spinnwarzen. Die produzierte Spinnseide ist ecribellat. Die Beine besitzen drei Klauen. Nur die hinteren beiden Beinpaare tragen Sporne. Tarsi und Metatarsi der ersten beiden Beinpaare tragen in Reihen gestellte, spatelförmige Haare, aber keine echten Scopulae. Der Metatarsus des dritten Beinpaars trägt in beiden Geschlechtern einen kurzen Borstenkamm. Beim Männchen tragen die Endglieder der Pedipalpen keine Sporne oder Vorsprünge. Der Bulbus ist in einer tiefen Höhlung des Cymbium verborgen und in Ruhelage durch Haare verdeckt und nicht sichtbar, der Embolus ist in der Regel relativ kurz und trägt Dornen, bei einer (unbeschriebenen) Art ist er verlängert. Die Geschlechtsorgane der Weibchen sind einfach, ohne äußerlich erkennbare Strukturen und damit ohne Epigyne, ein nicht sklerotisiertes zentrales Receptaculum wird beiderseits von einer sklerotisierten Platte eingefasst.

## Lebensweise
Die Spinnen sind Habitatspezialisten und leben auf niedrigen, abgestorbenen Farnwedeln im Regenwald. Dort bauen sie einen beutelförmigen Schlupfwinkel. Von dort aus jagen sie ihre Beute frei ohne Hilfe eines Netzes. In Gefangenschaft können sie mit zahlreichen kleinen und weichhäutigen Insekten oder auch mit den am Boden des Regenwaldes und in ihrem Lebensraum nicht seltenen, landlebenden Flohkrebsen ernährt werden.

## Taxonomie
Für die Familie und die Gattung ist momentan nur Huttonia palpimanoides als einzige rezente Art beschrieben. Aus ihrem Lebensraum sind jedoch eine Reihe morphologisch gut unterscheidbarer aber bisher unbeschriebener Arten bekannt, von denen möglicherweise einige in eine zweite Gattung oder ebenfalls zu  Huttonia gestellt werden müssen. Weitere der Familie zugeordnete Tiere sind in kreidezeitlichen kanadischem Bernstein gefunden worden, ohne dass bisher Arten beschrieben worden sind.
Huttonia palpimanoides wurde 1879 von dem britischen Geistlichen und Arachnologen Octavius Pickard-Cambridge anhand eines Weibchens beschrieben, das ihm Captain Frederick Wollaston Hutton aus Dunedin, Neuseeland zugesandt hatte. Danach wurde fast hundert Jahre kein weiteres Exemplar gefunden. Der französische Arachnologe Eugène Simon stellte für die Art eine eigene monotypische Unterfamilie in der Familie Palpimanidae auf, die später von Alexander Iwanowitsch Petrunkewitsch in die Familie Zodariidae transferiert wurde. Raymond R. Forster und Norman I. Platnick erhoben sie 1984 zur eigenständigen Familie. Die wenig untersuchte Familie bildet nach morphologischen Kriterien mit den Stenochilidae und Palpimanidae eine Klade.